# ماگالی بونیول
ماگالی بونیول، متولد ۱۹۷۶، هنرمند، نقاش، تصویرگر و نویسنده ادبیات کودکان فرانسوی است.

## زندگی‌نامه
ماگالی بونیول در مدرسه هنر و طراحی مارسی-مدیترانه (ESADMM) مارسی تحصیل کرده‌است.
او در L'École des Loisirs از اولین آلبومش در سال ۲۰۰۰ منتشر کرده‌است. که در در سن ۲۴ سالگی منتشر شد.
او همچنین در زمینه‌های نقاشی و آبرنگ کار می‌کند.
در سال ۲۰۰۳، او آلبوم Cornebidouille نوشته پیر برتراند را تصویرسازی کرد. چندین داستان دنبال شد، از جمله La Vengeance de Cornebidouille در سال ۲۰۱۰، Gloups ! من در سال ۲۰۱۳ کورنبیدوئی را قورت دادم، یا نه کورنبیدوئی، نه پتوی خود را ! در سال ۲۰۱۹ «جادوگر نفرت‌انگیزی که پیر برتراند و ماگالی بونیول تصور می‌کردند پس از به دست آوردن شهرت محکم در کتابخانه‌های کودکان، قهرمان مجموعه ای از پادکست‌ها می‌شود.» همان‌طور که تلراما در پایان سال ۲۰۲۰ نوشت.
او همچنین مجموعه Minusman را که در سال ۲۰۰۷ آغاز شد، توسط Nathalie Brisac به تصویر می‌کشد.

## آثار

### نویسنده و تصویرگر
- ادرار کردن در چمن[۲]

،، L'École des Loisirs، ۲۰۰۰
- هیچ چیز برای انجام،[۹] مدرسه اوقات فراغت، ۲۰۰۰
- راز کاسرول جادویی، مدرسه اوقات فراغت، ۲۰۰۱
- دختری از درخت، مدرسه اوقات فراغت، ۲۰۰۲
- میان‌وعده کریسمس، مدرسه اوقات فراغت، ۲۰۰۲
- نادام، مدرسه اوقات فراغت، ۲۰۰۳
- The Ogre اثر Moflette Papillon، École des Loisirs، ۲۰۰۳
- لینا کوچولو، مدرسه اوقات فراغت، ۲۰۰۴
- خورشید افتاده، مدرسه اوقات فراغت، ۲۰۰۴
- تولد میمو، مدرسه اوقات فراغت، ۲۰۰۶
- Caillou-bijou، مدرسه اوقات فراغت، ۲۰۰۶
- سریال Ninni Caillou
  - Ninni Caillou,[۱۰] مدرسه اوقات فراغت، ۲۰۰۷
  - تخم نینی کایلو، مدرسه اوقات فراغت، ۲۰۰۷
  - آهنگ نینی کایلو، مدرسه اوقات فراغت، ۲۰۰۷
  - گنجینه نینی کایلو، مدرسه اوقات فراغت، ۲۰۰۷
- تورنیکوت، مدرسه اوقات فراغت، ۲۰۰۸
- Riquiqui، مدرسه اوقات فراغت، ۲۰۰۹
- آلدو، مدرسه اوقات فراغت، ۲۰۱۰
- آلدو و برف،[۱۱] l'École des Loisirs، ۲۰۱۲
- هدیه،[۱۲] مدرسه اوقات فراغت، ۱۳۹۱
- شب است،[۱۳] مدرسه اوقات فراغت، ۲۰۱۳

### تصویرگر
- احمق مبارک،[۱۴] متن توسط Kéthévane Davrichewy , ill. توسط Magali Bonniol، مدرسه اوقات فراغت، ۲۰۰۲
- کورنبیدوئیل[۵]

،، متن پیر برتراند، ill. توسط Magali Bonniol، مدرسه اوقات فراغت، ۲۰۰۳
- بدبختی‌های هورتنس،[۱۵] متن الویر موریل (موکا)، ill. توسط Magali Bonniol، مدرسه اوقات فراغت، ۲۰۰۳
- دختر کوچکی که دیگر نمی‌خواست تف کند، متن نوشته اگنس د لستراد، بیمار است. توسط Magali Bonniol، مدرسه اوقات فراغت، ۲۰۰۳
- روز بزرگ، متن ایزابل روسیگنول، بیمار. توسط Magali Bonniol، مدرسه اوقات فراغت، ۲۰۰۴
- جیسون و دخترا , Kéthévane Davrichewy, ill. توسط Magali Bonniol، مدرسه اوقات فراغت، ۲۰۰۴
- خورشید، ستاره ما،[۱۶] متن رولاند لهوک، تصاویر ماگالی بونیول، لو پومیر، ۲۰۰۸
- داستان‌هایی از سوریه: دختر نابغه،[۱۷] حکایات برگزیده، ترجمه. و اقتباس ثریا خالدی، بیمار. توسط Magali Bonniol، مدرسه اوقات فراغت، ۲۰۰۵
- مو قرمز، متن پیر برتراند، ill. توسط Magali Bonniol، مدرسه اوقات فراغت، ۲۰۰۵
- روزی که قلعه چمبورد را شکستم،[۱۸] متن اولیویه آدام، ill. توسط Magali Bonniol, l'École des Loisirs، ۲۰۰۵
- داستان‌هایی از کردوفان (سودان): جمیل، چسبیده به وحشی،[۱۹] جمع‌آوری داستان‌ها و ترجمه. توسط پاتریشیا موسی، بیمار توسط Magali Bonniol، مدرسه اوقات فراغت، ۲۰۰۵
- من می‌خواهم دریا را ببینم،[۲۰] متن سیلوی میسلین، مصور Magali Bonniol, l'École des Loisirs، ۲۰۰۶
- مینوسمن، متن توسط ناتالی بریساک، تصاویر توسط Magali Bonniol, l'Ecole des Loisirs، ۲۰۰۷
- Minusman و ۱۰۰ مقاله،[۲۱] متن توسط Nathalie Brisac، تصاویر توسط Magali Bonniol, l'Ecole des Loisirs، ۲۰۰۷
- نیش تروپل، متن پیر برتراند، ill. توسط Magali Bonniol، مدرسه اوقات فراغت، ۲۰۰۷
- سفر بزرگ مینوسمن، متن توسط Nathalie Brisac، تصاویر توسط Magali Bonniol, l'École des Loisirs، ۲۰۰۸
- جیغ جیغ، متن پیر برتراند، ill. توسط Magali Bonniol، مدرسه اوقات فراغت، ۲۰۰۹
- Minusman.net، متن توسط ناتالی بریساک، تصاویر توسط Magali Bonniol, l'Ecole des Loisirs، ۲۰۰۹
- انتقام کورنبیدوئی، متن پیر برتراند، ill. توسط Magali Bonniol، مدرسه اوقات فراغت، ۲۰۱۰
- Minusman و Bogeyman,[۸] متن توسط Nathalie Brisac، تصاویر توسط Magali Bonniol, l'Ecole des Loisirs، ۲۰۱۱
- Cornebidouille در مقابل Cornebidouille، متن پیر برتراند، ill. توسط Magali Bonniol، مدرسه اوقات فراغت، ۲۰۱۳
- گروه‌ها ! کورنبیدویی را قورت دادم !،[۶] متن پیر برتراند، ill. توسط Magali Bonniol، مدرسه اوقات فراغت، ۲۰۱۳
- ۳ داستان از اسکار و مارتین: ۴ تا ۷ سال، متن از Marie-Hélène Place, ill. Magali Bonniol, Hatier jeunesse، ۲۰۱۸
- نه کورنبیدوئی، نه پتوی من !، متن پیر برتراند، ill. توسط Magali Bonniol، مدرسه اوقات فراغت، ۲۰۱۹

پادکست
- Cornebidouille,[۷] مجموعه پادکست، پس از پیر برتراند و ماگالی بونیول، Paradiso Média، ۲۰۲۰

## چند نمایشگاه
- ۲۰۱۵: کتابخانه لویی-آراگون، شارتر[۲۲]
- ۲۰۱۷: کتابخانه رسانه ای جورج ساند در مآبی (لوار)[۴]
- ۲۰۲۲ :” نمایشگاه: ملاقات با کورنبیدوئی توسط ماگالی بونیول»، مرکز فرهنگی جوزف کسل، ویلپنت (سن-سن-دنیس)[۲۳]